# Кубок Сінгапуру з футболу 2016
Кубок Сінгапуру з футболу 2016 — 19-й розіграш кубкового футбольного турніру у Сінгапурі. Титул володаря кубка вдруге здобув Альбірекс Ніїгата Сінгапур.

## Учасники
У турнірі взяли участь 12 учасників: 9 команд - з С.Ліги та 3 - запрошені з інших країн (Камбоджа та Філіппіни).

## Попередній раунд
| Команда 1           | Рахунок | Команда 2     |
| ------------------- | ------- | ------------- |
| 26 травня 2016      |         |               |
| Хоум Юнайтед        | 2:1     | Хеган Юнайтед |
| 27 травня 2016      |         |               |
| Гейланг Інтернешнел | 2:1     | Ворріорс      |
| 28 травня 2016      |         |               |
| Нагаворлд           | 0:5     | Глобал        |
| 29 травня 2016      |         |               |
| Керес-Негрос        | 3:1 дч  | Янг Лайонс    |

## 1/4 фіналу
| Команда 1                  | Заг. | Команда 2           | 1-й матч | 2-й матч |
| -------------------------- | ---- | ------------------- | -------- | -------- |
| 27/30 червня 2016          |      |                     |          |          |
| Балестьєр Халса            | 4:3  | Хоум Юнайтед        | 2:1      | 2:2      |
| 28 червня/1 липня 2016     |      |                     |          |          |
| Альбірекс Ніїгата Сінгапур | 4:2  | Гейланг Інтернешнел | 2:0      | 0:2      |
| 29 червня/2 липня 2016     |      |                     |          |          |
| Тампінс Роверс             | 5:2  | Глобал              | 3:1      | 2:1      |
| 30 червня/3 липня 2016     |      |                     |          |          |
| Бруней ДПММ                | 3:5  | Керес-Негрос        | 0:3      | 3:2      |

## 1/2 фіналу
| Команда 1                  | Заг. | Команда 2       | 1-й матч | 2-й матч |
| -------------------------- | ---- | --------------- | -------- | -------- |
| 21/24 серпня 2016          |      |                 |          |          |
| Тампінс Роверс             | 5:3  | Керес-Негрос    | 2:1      | 3:2 дч   |
| 9/13 вересня 2016          |      |                 |          |          |
| Альбірекс Ніїгата Сінгапур | 2:0  | Балестьєр Халса | 1:0      | 1:0      |

## Матч за третє місце
| 29 жовтня 2016 12:00 (EEST) |

| Балестьєр Халса | 1:2      | Керес-Негрос     |
| --------------- | -------- | ---------------- |
| Токич 5'        | Протокол | Отт 64' Шрок 69' |

| Джалан Бесар, Каланг Арбітр: Ахмад Акашах |

## Фінал
| 29 жовтня 2016 15:00 (EEST) |

| Альбірекс Ніїгата Сінгапур | 2:0      | Тампінс Роверс |
| -------------------------- | -------- | -------------- |
| Кавата 28' Нагасакі 87'    | Протокол |                |

| Джалан Бесар, Каланг Арбітр: Сукхбір Сінгх |